# Maleise rupsvogel
De Maleise rupsvogel (Coracina larutensis) is een zangvogel uit de familie Campephagidae (rupsvogels). Eerder werd deze vogel beschouwd als een ondersoort van de grote rupsvogel (C. macei), maar op grond van verschillen in uiterlijk en geluid is aan deze vogel soortstatus toegekend.

## Verspreiding en leefgebied
Deze vogel komt voor op het Maleisisch schiereiland.